# Підтримувальний коток

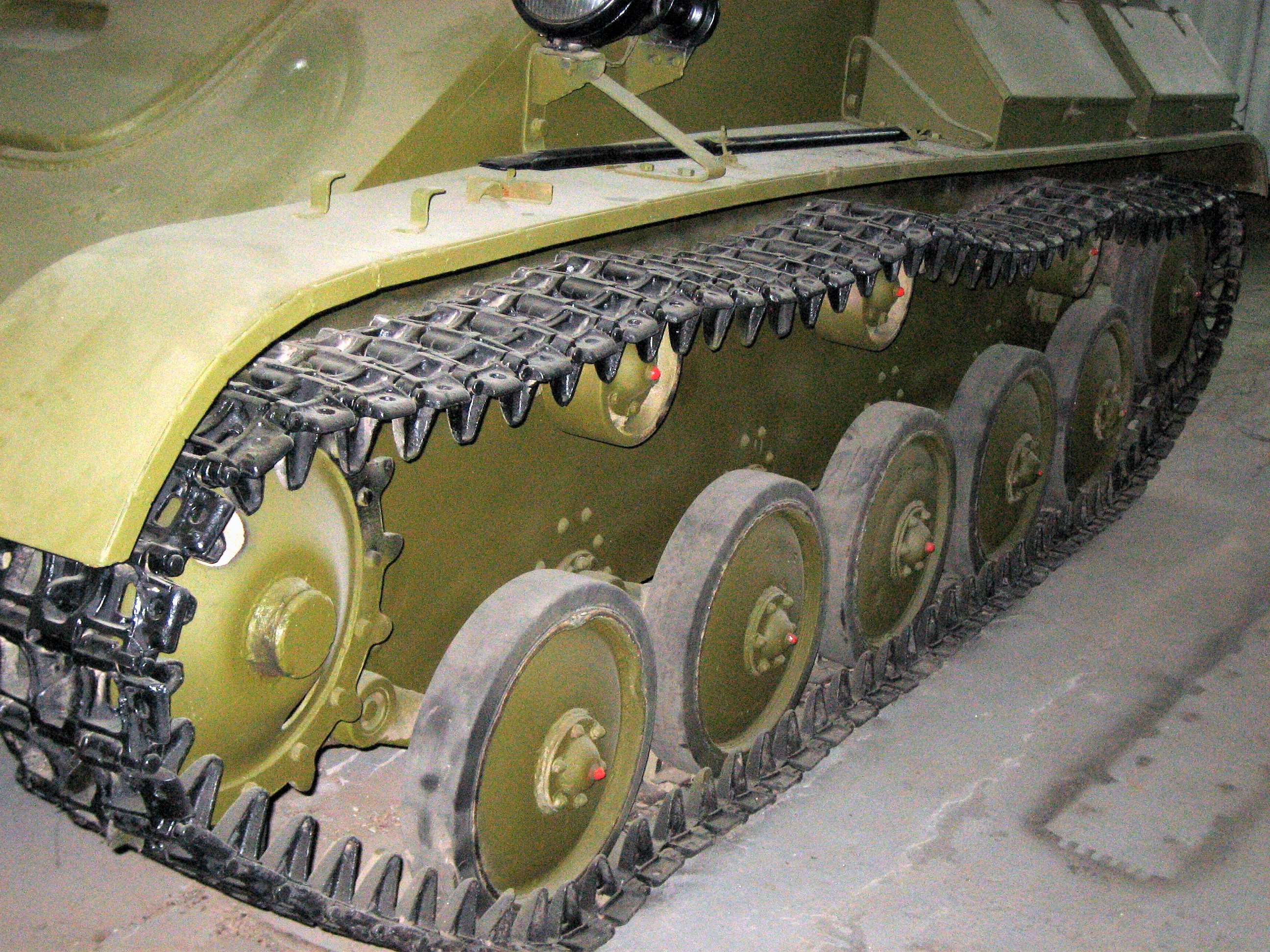
Ходова частина легкого танка Т-70. Добре видно підтримувальні котки

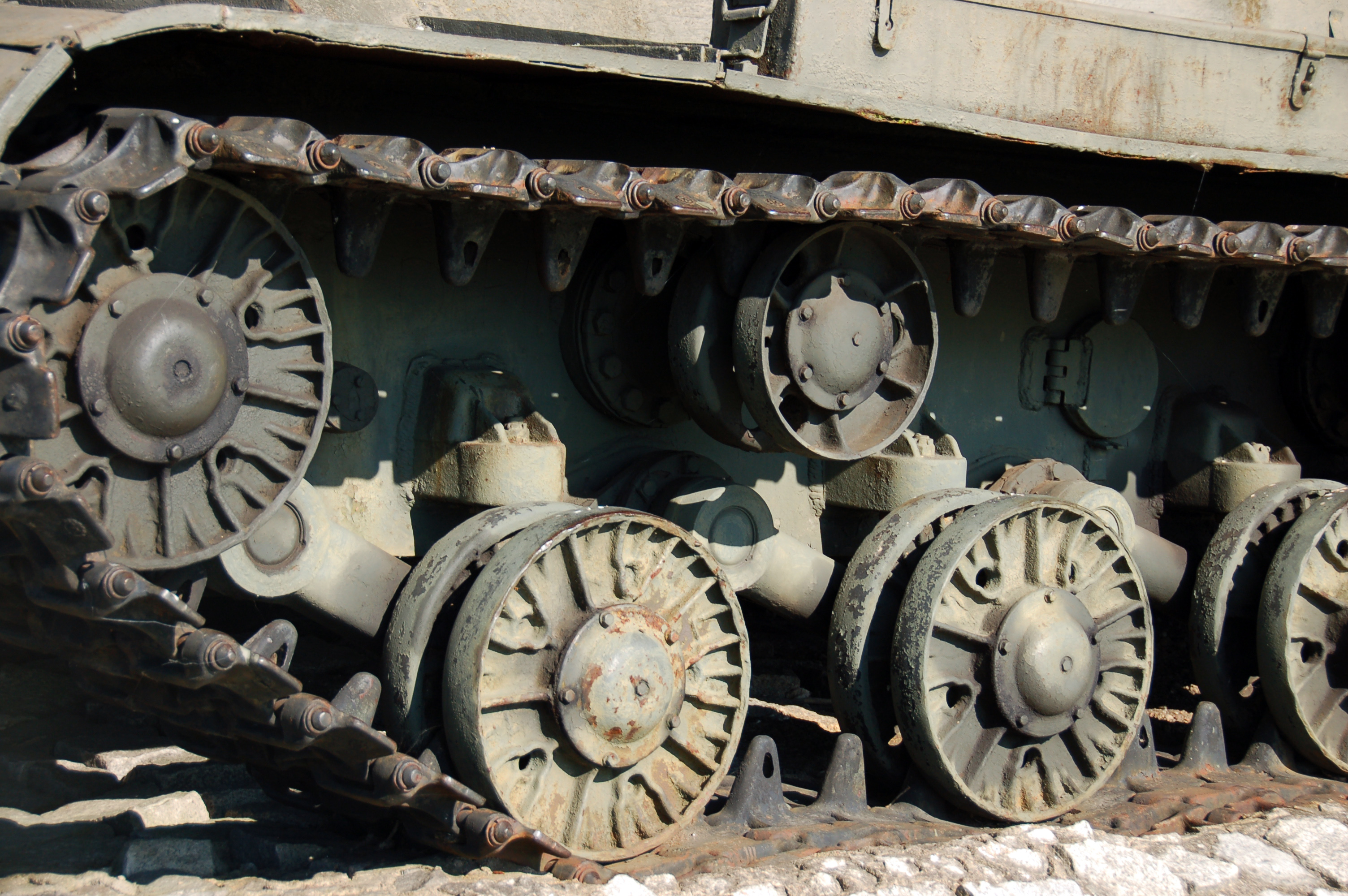
Ходова частина важкого танка ІС-2 великим планом. Добре видно один з підтримувальних котків

Підтримувальний коток (підтримувальний ролик, верхній коток) — елемент гусеничного рушія, призначений для підтримки верхньої гілки гусеничної стрічки і полегшення її натягу, що зменшує її провисання; використання більшої кількості опорних котків зменшує необхідну для натягу гусениці силу. Також підтримувальні котки запобігають ударам гусеничної стрічки по надгусеничних полицях і надають обводу гусениці більш оптимальну форму, за рахунок чого знижуються втрати потужності в рушію.
Монтуються підтримувальні котки на підшипниках на приєднаних до корпусу кронштейнах спеціальної конструкції.
Ходова частина з опорними котками великого діаметра може не мати підтримувальних котків; при цьому верхня гілка гусеничних стрічок укладається безпосередньо на опорні котки. Такий варіант конструкції пов'язаний з утворенням складок гусениці в непідресореній масі, що робить його малоефективним для швидкісних машин (особливо — для тих, що мають обтяжені гусениці). Через це підтримувальними котками оснащені ходові частини всіх сучасних танків, опорні ж котки для цілей підтримки гусениць не застосовуються.